# Cotoroaia (okręg Mehedinți)
Cotoroaia – wieś w Rumunii, w okręgu Mehedinți, w gminie Voloiac. W 2011 roku liczyła 449 mieszkańców.